# Eomoropidae
Eomoropidae — родина непарнопалих, до якої також входять коні, носороги та тапіри. Вони були найбільш тісно пов'язані з вимерлими халікотерами, на яких вони дуже схожі, і, можливо, були їхніми безпосередніми предками. Однак вони були значно меншими за пізніші форми, приблизно з вівцю. Як і їхні пізніші родичі, вони, ймовірно, шукали листя та іншу м'яку рослинність і, на відміну від більшості інших унгулят, мали кігті на ногах. Eomoropidae, швидше за все, є парафілетичною групою в складі Chalicotherioidea.